# Bertea (Prahova)
Bertea è un comune della Romania di 3 415 abitanti, ubicato nel distretto di Prahova, nella regione storica della Muntenia. 
Il comune è formato dall'unione di 2 villaggi: Bertea e Lutu Roșu.